# Instytut Informatyki Uniwersytetu Wrocławskiego
Instytut Informatyki Uniwersytetu Wrocławskiego (II UWr) – jednostka dydaktyczno-naukowa należąca do struktur Wydziału Matematyki i Informatyki Uniwersytetu Wrocławskiego. Dzieli się na 7 zakładów i jedną pracownię. Posiada uprawnienia do nadawania stopni naukowych doktora i doktora habilitowanego oraz wnioskowania o nadanie tytułu naukowego profesora. Prowadzi działalność dydaktyczną i badawczą związaną z metodami numerycznymi teorii aproksymacji, algebrą, równaniami różniczkowymi zwyczajnymi i cząstkowymi badaniami operacyjnymi i ich zastosowaniom, statystyką obliczeniową, inteligentną analizą danych, teorią grafów, złożonością obliczeniową i efektywnością algorytmów, konstrukcją oprogramowania narzędziowego i użytkowego, logiką informatyki, analizą kombinatoryczną, analizą programów oraz dydaktyką informatyki. Instytut oferuje studia na kierunku Informatyka oraz Indywidualne Studia Informatyczno-Matematyczne.
Aktualnie w instytucie kształci się 526 studentów, w tym 449 na kierunku informatyka i 77 na kierunku Indywidualne Studia Informatyczno-Matematyczne. Siedzibą instytutu jest budynek wzniesiony od podstaw w latach 2004–2005 przy ulicy Fryderyka Joliot-Curie 15 we Wrocławiu na terenie kampusu Uniwersytetu Wrocławskiego na placu Grunwaldzkim.
Instytut powstał w lutym 1975 roku. Pracownicy naukowi instytutu zajmowali też często najważniejsze stanowiska w hierarchii uniwersyteckiej – rektorów: Leszek Pacholski (2005–2008), wielokrotnie obejmowali też funkcję dziekanów na swoich wydziałach. Instytut początkowo afiliowany był przy Wydziale Matematyki, Fizyki i Chemii, od 1995 roku przy Wydziale Matematyki i Fizyki, a od reorganizacji struktur uniwersyteckich w 1996 roku przy Wydziale Matematyki i Informatyki.

## Adres
Instytut Informatyki

Uniwersytetu Wrocławskiego

ul. F. Joliot-Curie 15 

50-383 Wrocław

## Władze (2020-2024)
Dyrektor Instytutu: prof. dr hab. Jerzy Marcinkowski
Zastępca Dyrektora ds. Dydaktycznych: dr hab. Jan Otop
Zastępca Dyrektora ds. Naukowych: dr hab. Paweł Woźny
Zastępca Dyrektora ds. Rekrutacji i Wizerunku: dr Piotr Wieczorek

## Historia
Początki studiów informatycznych na Uniwersytecie Wrocławskim są związane z działalnością dyrektora Instytutu Matematyki UWr prof. Edwarda Marczewskiego, który utworzył w 1962 roku Katedrę Metod Numerycznych, która zajmowała się specjalnością informatyczną na kierunku matematyka. W 1970 roku w miejsce katedry utworzono Zakład Metod Numerycznych i Maszyn Matematycznych oraz Centrum Obliczeniowe, które w 1975 roku zostały połączone w jeden Instytut Informatyki, którego pierwszym dyrektorem został prof. Stefan Paszkowski.

## Poczet dyrektorów
- 1975–1979: prof. dr hab. Stefan Paszkowski[8]
- 1979–1983: doc. dr Roman Zuber[9]
- 1984–1996: prof. dr hab. Maciej Sysło
- 1996–2005: prof. dr hab. Leszek Pacholski
- 2005–2008: prof. dr hab. Krzysztof Loryś
- 2008–2015: prof. dr hab. Leszek Pacholski
- od 2015: prof. dr hab. Jerzy Marcinkowski

## Kierunki kształcenia
Instytut kształci studentów na kierunku informatyka na studiach pierwszego stopnia trwających 3,5 roku, podczas których studenci mogą uzyskać tytuł zawodowy inżyniera. Po ich ukończeniu mogą oni kontynuować naukę na studiach drugiego stopnia – magisterskich uzupełniających trwających 1,5 roku i dających ich absolwentom tytuł zawodowy magistra.
Poza tym instytut oferuje studia doktoranckie. Studia podyplomowe prowadzone przez instytut zostały zawieszone.

## Struktura organizacyjna

### Zakład Inżynierii Oprogramowania
- Kierownik: dr Wiktor Zychla
- mgr Krystian Bacławski
- dr Marcin Młotkowski
- mgr Paweł Rzechonek

### Zakład Języków Programowania
Pracownicy:
- Kierownik: prof. dr hab. Witold Charatonik
- dr Małgorzata Biernacka
- dr hab. Dariusz Biernacki
- dr Antoni Kościelski
- dr Marek Materzok
- mgr inż. Kamil Matuszewski
- dr Maciej Piróg
- mgr Piotr Polesiuk
- dr Filip Sieczkowski
- dr Zdzisław Spławski
- mgr inż. Tomasz Wierzbicki

### Zakład Metod Numerycznych
Pracownicy:
- Kierownik:  dr hab. Paweł Woźny, prof. UWr
- dr Filip Chudy
- dr Witold Karczewski
- dr Antoni Kościelski
- dr Rafał Nowak
- dr Paweł Rajba

### Zakład Optymalizacji Kombinatorycznej
Pracownicy:
- Kierownik: prof. dr hab. Jarosław Byrka, prof. UWr
- dr Marek Adamczyk
- dr hab. Marcin Bieńkowski, prof. UWr
- dr Martin Bohm
- dr Łukasz Jeż
- dr inż. Artur Kraska
- dr hab. Katarzyna Paluch, prof. UWr
- mgr Mateusz Wasylkiewicz

### Zakład Teorii Informatyki i Baz Danych
Pracownicy:
- Kierownik: prof. dr hab. Jerzy Marcinkowski
- dr hab. Emanuel Kieroński, prof. UWr
- dr hab. Jakub Michaliszyn, prof. UWr
- dr Piotr Ostropolski-Nalewaja
- dr hab. Jan Otop, prof. UWr
- dr Piotr Wieczorek
- dr Piotr Witkowski

### Zakład Złożoności Obliczeniowej i Algorytmów
Pracownicy:
- Kierownik: prof. dr hab. Krzysztof Loryś
- mgr Bartłomiej Dudek
- dr Paweł Garncarek
- dr Paweł Gawrychowski, prof. UWr
- mgr Wojciech Janczewski
- dr hab. Artur Jeż prof. UWr
- prof. dr hab. Tomasz Jurdziński
- mgr Karol Pokorski
- dr Grzegorz Stachowiak
- dr Marek Szykuła
- dr Przemysław Uznański
- dr Filip Zagórski

### Pracownia Grafiki Komputerowej
Pracownicy:
- Kierownik: dr Andrzej Łukaszewski
- dr Łukasz Piwowar

### Zakład Inteligencji Obliczeniowej
Pracownicy:
- Kierownik: dr hab. Piotr Wnuk-Lipiński, prof. UWr
- dr hab. inż. Jan Chorowski, prof. UWr
- dr Jakub Kowalski
- dr Paweł Rychlikowski

### Pracownicy niezależni (poza strukturą zakładów)
- dr Paweł Laskoś-Grabowski
- dr inż. Leszek Grocholski
- prof. dr hab. Leszek Pacholski

### Centrum Obliczeniowe
Pracownicy:
- Kierownik: inż. Wojciech Leśniewski
- Denis Kaniewski